# ハルカ…/カナタヘ…
「ハルカ…／カナタヘ…」は、日本のバンドPierrotの、メジャーで発売された3枚目のシングル。

## 概要
初の両A面シングル。前作から3カ月弱でのリリース。売り上げは、約12万枚。アニメジャケット盤は約6000枚を売り上げた。「ハルカ…」がアニメ『神風怪盗ジャンヌ』のエンディングテーマとしてタイアップ。1999年3月10日に『神風怪盗ジャンヌ』のアニメジャケット仕様も発売された。全CDを通してPIERROTのカラオケ音源が収録されたのはこのアニメジャケット仕様のみ。
2010年、STRAWBERRY DISCOというユニットがヴィレッジ・ヴァンガード限定で発表したアルバム『NIGHTMARE HOUSE』に、「ハルカ…」がハウス調にカヴァーされ収録された。

## 収録曲
| #  | タイトル      | 作詞   | 作曲    |
| -- | ------------- | ------ | ------- |
| 1. | 「ハルカ…」   | キリト | Pierrot |
| 2. | 「カナタヘ…」 | キリト | Pierrot |

※通常盤収録の｢ハルカ…｣のアウトロは、次曲｢カナタヘ…｣に繋がっている。
| #  | タイトル                       | 作詞   | 作曲    |
| -- | ------------------------------ | ------ | ------- |
| 1. | 「ハルカ…」                    | キリト | Pierrot |
| 2. | 「ハルカ… (Original Karaoke)」 | キリト | Pierrot |

※アニメ・ジャケット盤収録の｢ハルカ…｣は、通常盤では「カナタへ…」に繋げられていたアウトロがなく、そのままフェードアウトして曲が終わる。シングルベスト『DICTATORS CIRCUS -A variant BUD-』に収録されたのはこのテイクである。